# Hans Jürgen Press
Hans Jürgen Press (15 de maig de 1926 a Klein Konopken, Masúria - 19 d'octubre de 2002 a Hamburg) va ser un il·lustrador alemany i autor de llibres infantils. Molts dels seus llibres contenen contes i trencaclosques i el lector ha de buscar en les il·lustracions les pistes per resoldre el misteri.
Press va ser empresonat a Algèria, Anglaterra i els EUA durant la Segona Guerra Mundial. Es va traslladar a Hamburg el 1945 i va estudiar a la Hochschule für Bildende Künste. El 1953 va començar a fer il·lustracions per a Sternchen (literalment, "petit estel"), el suplement infantil de la revista alemanya Stern (que en alemany significa "estel").
Inventà Der kleine Herr Jakob (el petit senyor Jakob), un petit home amb un barret fort i bigoti que mai parla, però les tires còmiques que protagonitza van acompanyades de textos en vers.
Les aventures de la banda Mà Negra són una sèrie de misteris protagonitzat per quatre nens detectius on el jove lector pot participar endevinant la solució. Va aparèixer en capítols setmanals i la solució a l'enigma es donava la setmana següent. El lector havia d'endevinar la solució mirant amb cura els dibuixos molt plens de detalls.
Press va ser un dels inventors del Wimmelbild, un gènere d'il·lustració deliberadament abarrotat de detalls, que dona als nens el plaer en la recerca d'un determinat element. També va escriure i il·lustrar llibres de ciència i coneixements, i nombrosos llibres i jocs per a nens.

## Obra traduïda al català
- Les aventures de La Mà Negra. Barcelona, La Magrana, 1999 (reedicions, 2012, 2014)
- La colla dels mandrils. Barcelona, Animallibres, 2007
- Operació al monestir dels corbs. Barcelona, Animallibres, 2008
- Escala de caragol: 75 endevinalles visuals. Barcelona, Animallibres, 2011